# Kindergarten Wars
Kindergarten Wars (幼稚園WARS, Yōchien Wars) est un manga écrit et illustré par You Chiba. La série est publiée au Japon depuis septembre 2022 dans le magazine mensuel Shōnen Jump+ de l'éditeur Shueisha. La version française est éditée par Ki-oon depuis avril 2024.

## Synopsis
L'histoire se déroule à Kindergarten Black, connu comme « l'école maternelle la plus sûre du monde ». Hébergeant les enfants de politiciens, de célébrités, d'hommes d'affaires et d'autres personnalités, Kindergarten Black assure leur protection contre des assassins et des kidnappeurs potentiels en employant en échange d'anciens criminels en tant qu enseignants. Rita, également connue sous le nom de Convict #999, est une ancienne assassine qui se retrouve à travailler à Kindergarten Black, à la fois pour obtenir une réduction de peine en agissant comme garde du corps et pour trouver un petit copain sexy en passant.

## Publication
Kindergarten Wars est écrit et dessiné par You Chiba. Il est publié sur la plateforme de lecture en ligne Shōnen Jump+ depuis le 15 septembre 2022. La publication commence dans le programme Rookies de Jump+ en tant que manga indépendant. L'éditeur Shueisha annonce qu'elle deviendra une série à part entière à partir de mars 2023. La série est ensuite publiée sous format tankōbon à partir du 3 mars 2023. Le 4 août 2025, 15 volumes ont été publiés au Japon.
En décembre 2023, Ki-oon annonce la publication de la version française avec les deux premiers tomes le 4 avril 2024.

### Liste des volumes
| no | Japonais          | Japonais          | Français         | Français          |
| no | Date de sortie    | ISBN              | Date de sortie   | ISBN              |
| --- | ----------------- | ----------------- | ---------------- | ----------------- |
| 1 | 3 mars 2023       | 978-4-08-883486-3 | 4 avril 2024     | 979-1-03-271805-6 |
| Liste des chapitres : - Chapitre 1 - Beau brun (黒髪イケメン, Kurokami ikemen) - Chapitre 2 - Beau blond (金髪イケメン, Kinpatsu ikemen) - Chapitre 3 - Doug (ダグ, Dagu) - Chapitre 4 - Zéro beau gosse (イケメンなし, Ikemen nashi) - Chapitre 5 - Nouvelle recrue (新入社員, Shin'nyū shain) - Chapitre 6 - Hana (ハナ, Hana) - Chapitre 7 - La famille Bradley (ブラッドリー一家, Buraddorī ikka)                                                                       |                   |                   |                  |                   |
| 2 | 4 avril 2023      | 978-4-08-883488-7 | 4 avril 2024     | 979-1-03-271806-3 |
| Liste des chapitres : - Chapitre 8 - Frère et sœur (兄と妹, Ani to imōto) - Chapitre 9 - Sorcière (魔女, Majo) - Chapitre 10 - Pas de souci (大丈夫, Daijōbu) - Chapitre 11 - Gordon (ゴードン, Gōdon) - Chapitre 12 - Luke (ルーク, Rūku) - Chapitre 13 - Trio (3人, 3-Ri) - Chapitre 14 - Le mal (悪, Waru) - Chapitre 15 - Natasha (ナターシャ, Natāsha) |                   |                   |                  |                   |
| 3 | 2 mai 2023        | 978-4-08-883506-8 | 6 juin 2024      | 979-1-03-271809-4 |
| Liste des chapitres : - Chapitre 16 - Un jouet incassable (壊れないおもちゃ, Kowarenai omocha) - Chapitre 17 - Connaître l'amour (愛されたいだけ, Aisaretai dake) - Chapitre 18 - Amusant (楽しい, Tanoshī) - Chapitre 19 - Toute seule (ひとりぼっち, Hitori botchi) - Chapitre 20 - Hostilités (戦争, Sensō) - Chapitre 21 - Beau gosse bronzé (褐色イケメン, Kasshoku ikemen)                                                                                            |                   |                   |                  |                   |
| 4 | 4 juillet 2023    | 978-4-08-883541-9 | 5 septembre 2024 | 979-1-03-271811-7 |
| Liste des chapitres : - Chapitre 22 - 踊りましょう (Odorimashou) - Chapitre 23 - さよならのお時間 (Sayonara no o jikan) - Chapitre 24 - チームワーク (Chīmuwāku) - Chapitre 25 - 宇宙 (Uchū) - Chapitre 26 - キス (Kisu) - Chapitre 27 - 冷静 (Reisei) - Chapitre 28 - 副業 (Fukugyō) - Chapitre 29 - 金魚屋 (Kingyo-ya) |                   |                   |                  |                   |
| 5 | 4 septembre 2023  | 978-4-08-883640-9 | 7 novembre 2024  | 979-1-03-271813-1 |
| Liste des chapitres : - Chapitre 30 - ポイ使い (Poi tsukai) - Chapitre 31 - お兄ちゃん自慢爆弾大会 (O nīchan jiman bakudan taikai) - Chapitre 32 - 真剣勝負 (Shinken shōbu) - Chapitre 33 - ナツキ (Natsuki) - Chapitre 34 - 自由 (Jiyū) - Chapitre 35 - ミネジマ (Minejima) - Chapitre 36 - 運命の人 (Unmei no hito) |                   |                   |                  |                   |
| 6 | 2 novembre 2023   | 978-4-08-883702-4 | 2 janvier 2025   | 979-1-03-271917-6 |
| Liste des chapitres : - Chapitre 37 - 雨 (Ame) - Chapitre 38 - 火傷痕 (Hi kizuato) - Chapitre 39 - さみしい (Samishī) - Chapitre 40 - 証明 (Shōmei) - Chapitre 41 - 元カノ (Moto kano) - Chapitre 42 - 元カノマウントバトル大会 (Moto kanomaunto batoru taikai) - Chapitre 43 - 子守唄 (Komori-uta) - Chapitre 44 - 刺客 (Shikaku) |                   |                   |                  |                   |
| 7 | 4 janvier 2024    | 978-4-08-883842-7 | 6 mars 2025      | 979-1-03-271918-3 |
| Liste des chapitres : - Chapitre 45 - かわいい系執事イケメン (Kawaī kei shitsuji ikemen) - Chapitre 46 - 掃除ロボ使い (Sōji robo tsukai) - Chapitre 47 - 5姉妹 (5-shimai) - Chapitre 48 - 少女マンガ最強プレゼンテーション (Shōjo manga saikyō purezentēshon) - Chapitre 49 - タフ (Tafu) - Chapitre 50 - トレイシー (Toreishī) - Chapitre 51 - 人殺し (Hitogoroshi) - Chapitre 52 - 新入社員その 2 (Shin'nyū shain sono 2)                                                 |                   |                   |                  |                   |
| 8 | 4 mars 2024       | 978-4-08-883860-1 | 7 mai 2025       | 979-1-03-271919-0 |
| Liste des chapitres : - Chapitre 53 - わかった (Wakatta) - Chapitre 54 - 戻りましょう (Modorimashou) - Chapitre 55 - 先輩風 (Senpai-fū) - Chapitre 56 - ピザパーティ (Piza pāti) - Chapitre 57 - ライラ (Raira) - Chapitre 58 - アオバ (Aoba) - Chapitre 59 - ただ (Tada) |                   |                   |                  |                   |
| 9 | 2 mai 2024        | 978-4-08-884034-5 | 3 juillet 2025   | 979-1-03-271920-6 |
| Liste des chapitres : - Chapitre 60 - 追憶 (Tsuioku) - Chapitre 61 - 一目惚れ (Hitomebore) - Chapitre 62 - わからない (Wakaranai) - Chapitre 63 - ネズミの楽園 (Nezumi no rakuen) - Chapitre 64 - 泣きやんで (Nakiyan de) - Chapitre 65 - ヒーロー (Hīrō) - Chapitre 66 - 無情 (Mujō) - Chapitre 67 - 生きたい (Ikitai) |                   |                   |                  |                   |
| 10 | 4 juillet 2024    | 978-4-08-884091-8 | 4 septembre 2025 | 979-1-03-272139-1 |
| Liste des chapitres : - Chapitre 68 - せめて (Semete) - Chapitre 69 - あなたに (Anata ni) - Chapitre 70 - 普通 (Futsū) - Chapitre 71 - 不良系オラオライケメン (Furyōkei ora ora ikemen) - Chapitre 72 - Accoutrement charmant (ドキドキ☆お着替えタイム, Dokidoki☆okigae taimu) - Chapitre 73 - Raffut (大騒ぎ, Ōsawagi) - Chapitre 74 - Ravi de bosser avec vous (そこんとこよろしく, Sokon toko yoroshiku)                                                                 |                   |                   |                  |                   |
| 11 | 4 septembre 2024  | 978-4-08-884186-1 | 6 novembre 2025  | 979-1-03-272047-9 |
| Liste des chapitres : - Chapitre 75 - Yoshiteru (ヨシテル, Yoshiteru) - Chapitre 76 - La bande verte (緑幇, Ryūban) - Chapitre 77 - Plan de bourrin (脳筋作戦, Nōkin Sakusen) - Chapitre 78 - Session de torture endiablée (ドキドキ☆拷問タイム, Dokidoki☆Gōmon Taimu) - Chapitre 79 - Rebelote (2回目, Ni Kaime) - Chapitre 80 - Ça fait un bail (久ひさしぶり, Hisashiburi) - Chapitre 81 - Feu de l'enfer (業火, Gōka)                                                   |                   |                   |                  |                   |
| 12 | 1er novembre 2024 | 978-4-08-884186-1 |                  |                   |
| Liste des chapitres : - Chapitre 82 - Et si (もし, Moshi) - Chapitre 83 - Je te détestais (嫌いだった, Kiraidatta) - Chapitre 84 - Tendresse (優しさ, Yasashisa) - Chapitre 85 - Je te crois (信じてます, Shinjitemasu) - Chapitre 86 - Je sais (わかってる, Wakatteru) - Chapitre 87 - Inimaginable (理解できない, Rikaidekinai) - Chapitre 88 - Big love |                   |                   |                  |                   |
| 13 | 4 janvier 2025    | 978-4-08-884345-2 |                  |                   |
| Liste des chapitres : - Chapitre 89 - Jonglerie d'épuisettes (ポイジャグリング, Poi Jaguringu) - Chapitre 90 - La journée de Doug (ダグのいちにち, Dagu no Ichinichi) - Chapitre 91 - L'étoile incandescente explosive (筋肉爆弾星, Supākuringu Shainingu Sutāfu Ito) - Chapitre 92 - Van (ヴァン, Van) - Chapitre 93 - Ex-petit copain (元カレ, Moto Kare) - Chapitre 94 - La journée de Rita (ダグのいちにち, Rita no Ichinichi) - Chapitre 95 - Dansons (踊ろう, Odorou) |                   |                   |                  |                   |
| 14 | 4 avril 2025      | 978-4-08-884426-8 |                  |                   |
| Liste des chapitres : - Chapitre 96 - Bon retour (おかえり, Okaeri) - Chapitre 97 - Ratée (落ちこぼれ, Ochikobore) - Chapitre 98 - Anita (アニタ, Anita) - Chapitre 99 - Torts partagés (お互たがい様, Otagaisama) - Chapitre 100 - Rita (リタ, Rita) - Chapitre 101 - Tâche de t'en souvenir (覚おぼえておけ, Oboete Oke) - Chapitre 102 - Comédie (ごっこ, Gokko) |                   |                   |                  |                   |
| 15 | 4 août 2025       | 978-4-08-884627-9 |                  |                   |
| Liste des chapitres : - Chapitre 103 - Depuis le jour où je t'ai rencontrée (出会った時から, Deatta Toki kara) - Chapitre 104 - Louis (ルイ, Rui) - Chapitre 105 - Silvia (シルビア, Shirubia) - Chapitre 106 - Bain nocturne (夜と海, Yoru to umi) - Chapitre 107 - Snow dust (細氷, Sunō Dasuto) - Chapitre 108 - Partir avec toi (2人一緒, Futari Issho) - Chapitre 109 - Dans le flou (曖昧, Aimai)                                                                     |                   |                   |                  |                   |
| - |                   |                   |                  |                   |
| Liste des chapitres : - Chapitre 110 - Les poissonniers tueurs (漁業殺し屋, Gyogyō Koroshiya) |                   |                   |                  |                   |

## Réception
La série s'est classée troisième au Next Manga Awards 2023 dans la catégorie web manga. Elle s'est classée neuvième dans le sondage « Most Wanted Anime Adaptation » d'AnimeJapan en 2024,.

### Œuvres
Édition japonaise
1. 1 2  (ja) « 幼稚園WARS 1 », sur Shueisha (consulté le 30 mars 2024)
2. 1 2  (ja) « 幼稚園WARS 2 », sur Shueisha (consulté le 30 mars 2024)
3. 1 2  (ja) « 幼稚園WARS 3 », sur Shueisha (consulté le 30 mars 2024)
4. 1 2  (ja) « 幼稚園WARS 4 », sur Shueisha (consulté le 30 mars 2024)
5. 1 2  (ja) « 幼稚園WARS 5 », sur Shueisha (consulté le 30 mars 2024)
6. 1 2  (ja) « 幼稚園WARS 6 », sur Shueisha (consulté le 30 mars 2024)
7. 1 2  (ja) « 幼稚園WARS 7 », sur Shueisha (consulté le 30 mars 2024)
8. 1 2  (ja) « 幼稚園WARS 8 », sur Shueisha (consulté le 30 mars 2024)
9. 1 2  (ja) « 幼稚園WARS 9 », sur Shueisha (consulté le 30 mars 2024)
10. 1 2  (ja) « 幼稚園WARS 10 », sur Shueisha (consulté le 16 mai 2024)
11. 1 2  (ja) « 幼稚園WARS 11 », sur Shueisha (consulté le 18 juillet 2024)
12. 1 2  (ja) « 幼稚園WARS 12 », sur Shueisha (consulté le 18 septembre 2024)
13. 1 2  (ja) « 幼稚園WARS 13 », sur Shueisha (consulté le 19 novembre 2024)
14. 1 2  (ja) « 幼稚園WARS 14 », sur Shueisha (consulté le 18 février 2025)
15. 1 2  (ja) « 幼稚園WARS 15 », sur Shueisha (consulté le 17 juin 2025)

Édition française
1. 1 2  « Kindergarten Wars Vol.1 », sur manga-news (consulté le 30 mars 2024)
2. 1 2  « Kindergarten Wars Vol.2 », sur manga-news (consulté le 30 mars 2024)
3. 1 2  « Kindergarten Wars Vol.3 », sur manga-news (consulté le 30 mars 2024)
4. 1 2  « Kindergarten Wars Vol.4 », sur manga-news (consulté le 28 avril 2024)
5. 1 2  « Kindergarten Wars Vol.5 », sur manga-news (consulté le 16 juin 2024)
6. 1 2  « Kindergarten Wars Vol.6 », sur manga-news (consulté le 20 octobre 2024)
7. 1 2  « Kindergarten Wars Vol.7 », sur manga-news (consulté le 4 janvier 2025)
8. 1 2  « Kindergarten Wars Vol.8 », sur manga-news (consulté le 17 juin 2025)
9. 1 2  « Kindergarten Wars Vol.9 », sur manga-news (consulté le 17 juin 2025)
10. 1 2  « Kindergarten Wars Vol.10 », sur manga-news (consulté le 17 juin 2025)
11. 1 2  « Kindergarten Wars Vol.11 », sur manga-news (consulté le 17 juin 2025)